# Adolf Wollenberg

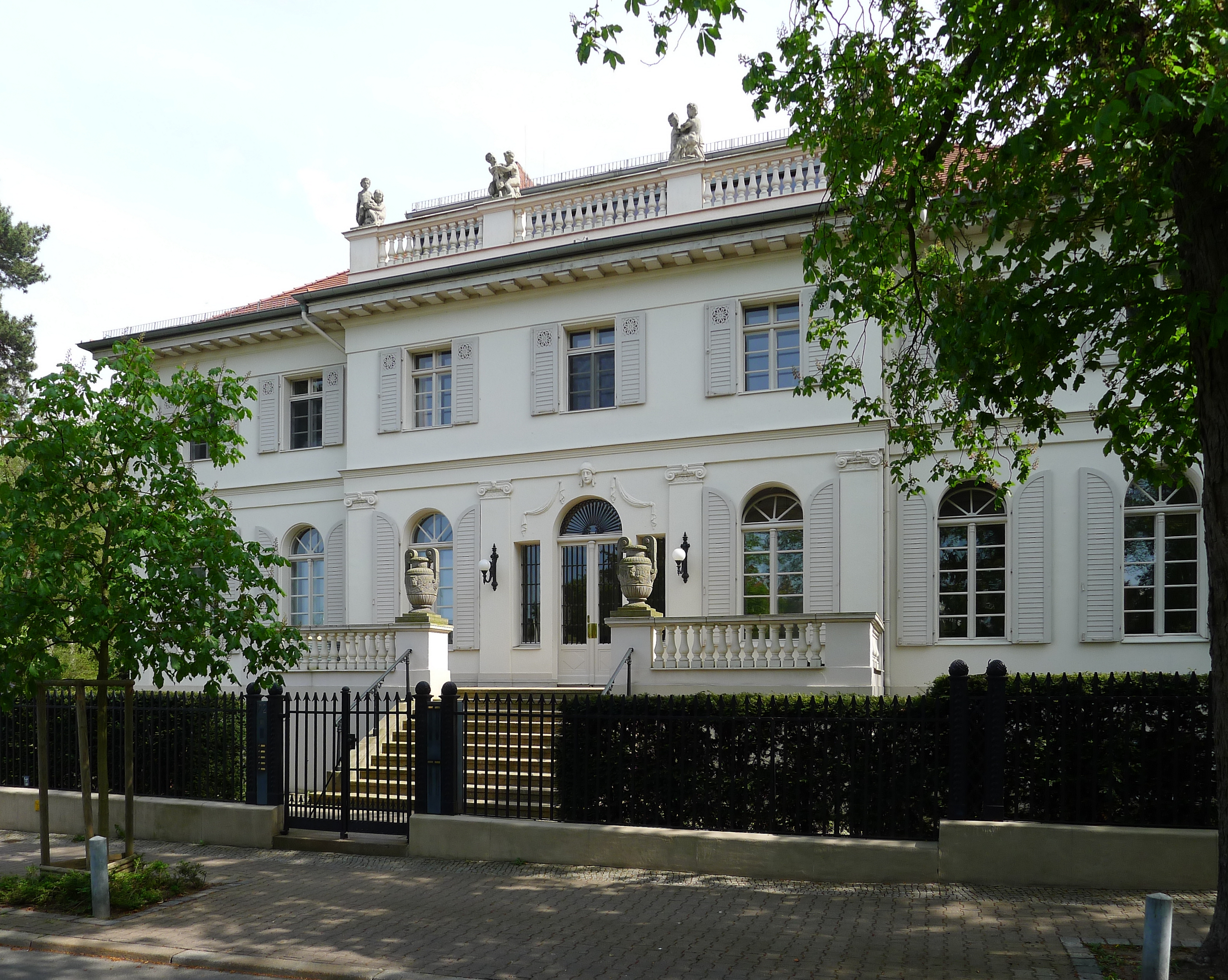
Villa Nathan Samuel/Leo Czapski

Adolf Wollenberg (geboren am 2. Mai 1874 in Breslau; gestorben am 25. Juni 1950 in Amsterdam) war ein deutsch-britischer Architekt und Kunstsammler. Im ersten Drittel des 20. Jahrhunderts entwarf er Villen sowie Wohn- und Geschäftshäuser in Berlin, zudem plante er Umbauten und beriet seine Auftraggeber bei der Innenausstattung. Seine Kunstsammlung umfasste Gemälde niederländischer und italienischer Künstler des Barock. Als Jude sah er frühzeitig keine Zukunft in Deutschland und ging 1933 ins Exil nach Paris und später nach London.

## Leben und Werk

### Jugend und Ausbildung
Adolf Wollenberg kam 1874 als Sohn von Ludwig Wollenberg und seiner Frau Sofie, geborene Eliassohn, in Breslau zur Welt. Seine ältere Schwester Bertha starb 1900 im Alter von 27 Jahren. Der jüngere Bruder Martin wurde 1876 geboren. Die Familie gehörte zum jüdischen Großbürgertum und wohnte  in der Agnesstraße Nr. 1 in der Breslauer Südvorstadt, unweit der Neuen Synagoge am Anger. Der aus Posen stammende Großvater Adolph Wollenberg war ein wohlhabender Kaufmann, der Vater Ludwig Wollenberg lebte als Partikulier von den Erträgen seines Vermögens.
Wollenberg beendete seine Schulzeit 1893 mit dem Abitur am Breslauer Maria-Magdalenen-Gymnasium. Anschließend studierte er Architektur an der Königlich Technischen Hochschule Charlottenburg. Während des Studiums entwarf er beispielsweise ein Mausoleum und eine Villa im Stil des Historismus. 1899 legte er das Examen als Regierungsbauführer ab und begann danach seinen praktischen Studienabschnitt. Während dieser Zeit arbeitete er für die Architekten Alfred Messel – dessen Assistent er wurde –, Ernst von Ihne sowie Heinrich Joseph Kayser und Karl von Großheim. 1902 beendete er sein Studium als Regierungsbaumeister. Er nahm zunächst eine Stelle im Staatsdienst auf, ließ sich jedoch noch im selben Jahr wieder suspendieren, um als frei schaffender Architekt zu arbeiten.

### Architekt in Berlin

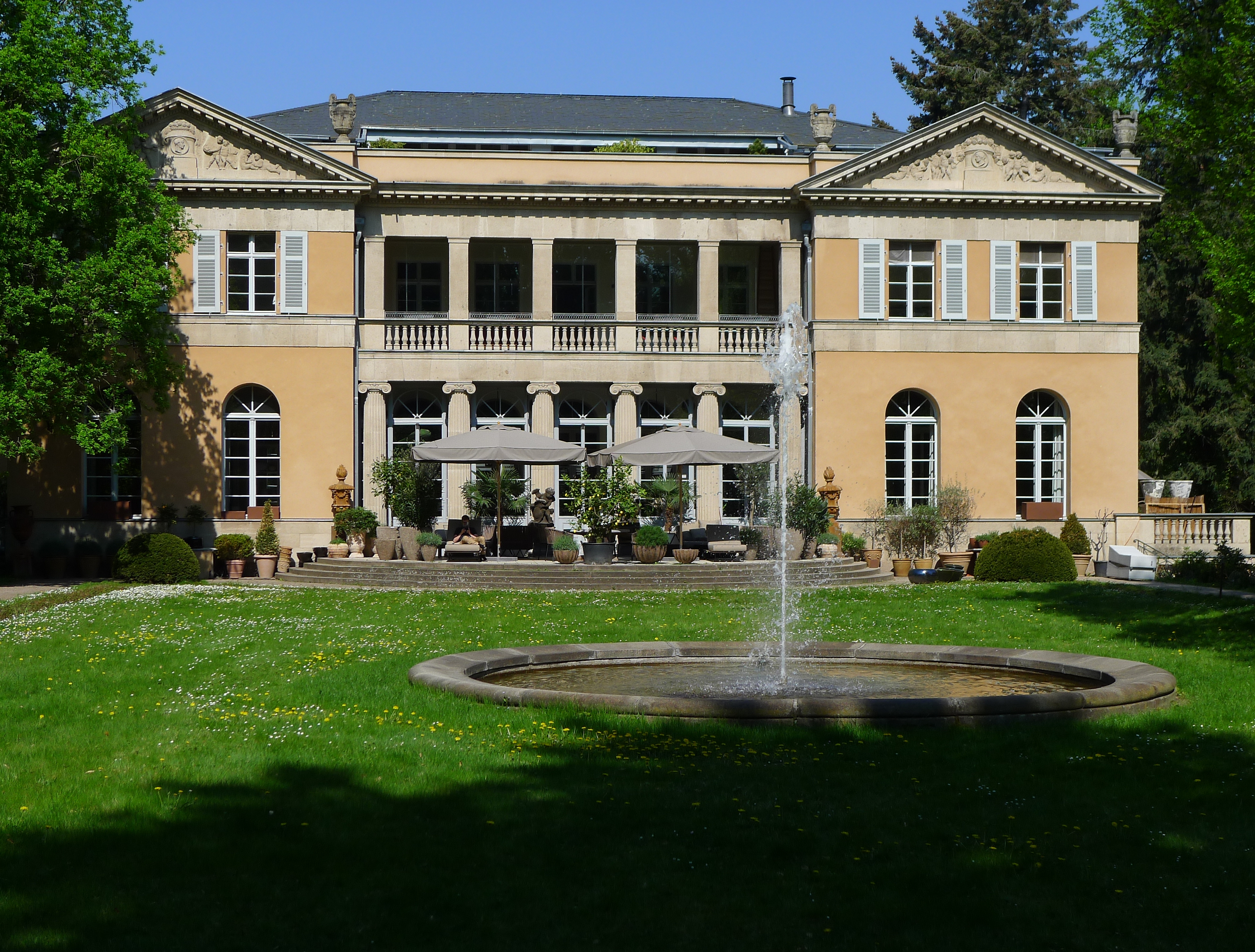
Villa Harteneck

Bereits 1903 eröffnete er sein eigenes Büro Atelier für Architektur am Potsdamer Platz Nr. 3 in Berlin. In seiner Anfangszeit als freier Architekt nahm Wollenberg an verschiedenen Architekturwettbewerben teil. So reichte er 1903 einen Entwurf für das Neue Stadthaus in Bremen ein. Für das als Anbau an das alte Bremer Rathaus aus der Renaissance geplante Gebäude entwarf er eine in der Formensprache zurückhaltende Fassade. 1904 folgte ein Entwurf für die Neue Synagoge in Dessau. Hier griff Wollenberg auf den reichen Dekor des Neobarock zurück. Beide Entwürfe kamen nicht zur Ausführung. Später bemühte er sich nicht mehr um öffentliche Großprojekte. Über die Tätigkeit Wollenbergs der folgenden Jahre bis 1907 ist nichts bekannt. Möglicherweise hat er in dieser Zeit für andere Architekturbüros gearbeitet.
Nachdem Wollenbergs Vater 1906 gestorben war, zog er mit seiner Mutter in das Haus Bendlerstraße Nr. 36 (heute Stauffenbergstraße) in Berlin-Tiergarten. 1908 verlegte er sein Büro in das nahe gelegene Haus Sigismundstraße Nr. 6. Er war Mitglied in verschiedenen Clubs und Vereinen wie dem Golfclub Berlin, dem Automobilclub von Deutschland und der vornehmen Bürgergesellschaft Ressource von 1794, einem („Vereinigungspunkt für Männer der gebildeten Stände, insbesondere des höheren Kaufmannsstandes“). In diesem Umfeld knüpfte Wollenberg gesellschaftliche Verbindungen zu Bankiers, Industriellen und anderen Geschäftsleuten, die zu seinen zukünftigen Auftraggebern zählen sollten. Zu Wollenbergs ersten ausgeführten Bauten gehörte das 1908/1909 für den Bildhauer Hugo Kaufmann errichtete Landhaus in Berlin-Westend (damals Charlottenburg). Wollenberg orientierte sich bei diesem Gebäude, wie auch bei den nachfolgenden Entwürfen für Villen in den Berliner Vororten, an der englischen Landhausarchitektur und der damit verbundenen reduzierten Formensprache, wie sie von Hermann Muthesius 1904 in seiner Schrift Das englische Haus propagiert wurde. Hugo Kaufmann lieferte in der Folgezeit wiederholt figürlichen Bauschmuck für die von Wollenberg entworfenen Bauten. Darüber hinaus arbeitete Wollenberg bei anderen Projekten mit dem Bildhauer Walther Schmarje zusammen. Im Stadtzentrum Berlins entstand etwa zur gleichen Zeit für den Bankier Wilhelm Schneider ein Wohn- und Geschäftshaus in der Behrenstraße. Die Fachpresse (Architektonische Rundschau, Berliner Architekturwelt, Neudeutsche Bauzeitung) berichtete ausführlich über dieses Bauvorhaben und veröffentlichte Außen- und Innenansichten. 1909–1911 entstand nach Wollenbergs Entwürfen das Neue Kurhaus Dr. Julius Weiler in Berlin-Westend als Kurheim für die gehobenen Gesellschaftsschichten. Der repräsentative Bau orientierte sich an französischen Landhäusern des 18. Jahrhunderts und wies einen reichen Bauschmuck mit Säulen und Plastiken auf. Im Inneren sollte der Eindruck eines Krankenhauses vermieden werden, wozu eine prunkvolle Ausstattung mit breiter Marmortreppe, halbrundem Wintergarten, Billard- und Bibliothekszimmer, Speisesaal sowie Musik- und Damensalon beitrugen. Die Patienten bewohnten entweder Einzelzimmer, die teilweise bereits über eingebaute Bäder verfügten, oder hielten sich in abgeschlossenen Wohnungen mit Schlafzimmer, Bad und eigenem Salon auf.
Neben seiner Arbeit als Architekt war Wollenberg im Immobiliengeschäft tätig. Gemeinsam mit dem Kaufmann Arthur Heimann erwarb er die Gebäude Rankestraße Nr. 1 und Kurfürstendamm 237 in Charlottenburg, zusammen mit seinem Bruder Martin Wollenberg kaufte er das Grundstück Sigismundstraße 1 in Tiergarten. 1913/1914 erwarben Heimann und Wollenberg die Gebäude Kurfürstendamm 186 und 187, nachdem sie zuvor die beiden anderen Grundstücke verkauft hatten. Zudem gründete Wollenberg 1911 die Immobilienfirma Neue Berliner Bau- und Boden-Aktiengesellschaft, deren Hauptaktionär er war. Das Haus in der Sigismundstraße Nr. 1 ließ Wollenberg abreißen und 1909/1910 an selber Stelle für sich ein Wohn- und Geschäftshaus bauen. Im Erdgeschoss zog sein Atelier für Architektur ein, darüber befanden sich zwei jeweils über zwei Etagen reichende Wohnungen. Die mit Eisenklinkern verblendete Fassade war betont schlicht gehalten und nur mit einigen Terrakotta-Reliefs geschmückt.

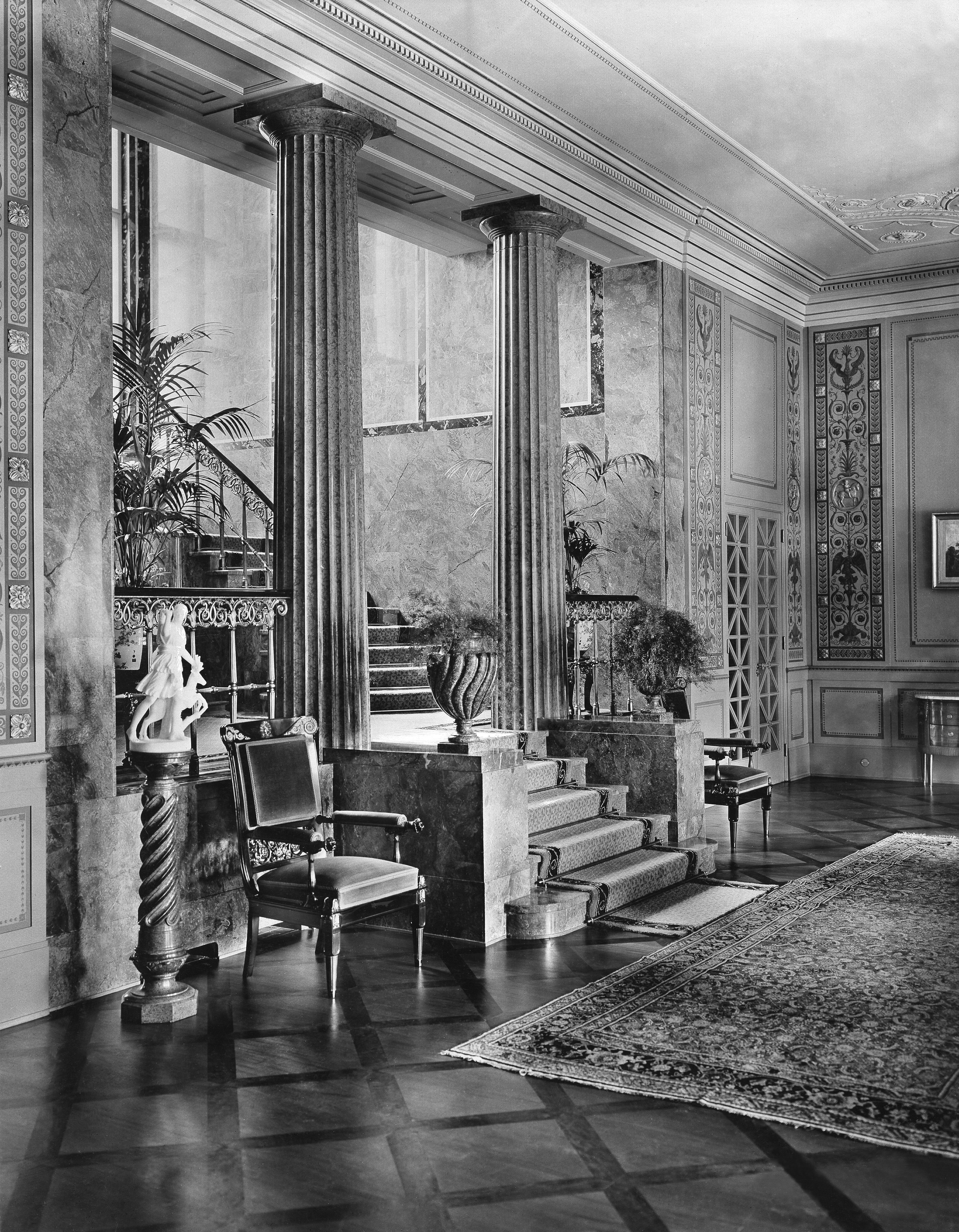
Innenaufnahme der Villa Harteneck (1913)

Die Zeit bis zum Ersten Weltkrieg gehörte zu Wollenberg besonders aktiver Schaffensphase. So entwarf er für den Bankier Nathan Samuel auf dem Grundstück Bismarckallee Nr. 22 / Delbrückstraße Nr. 9  in Berlin-Grunewald eine Villa in Anlehnung an den Stil des Klassizismus. Als Samuel während der Bauarbeiten starb, wurde das Haus von Leo Czapski, Inhaber der Einrichtungsfirma Flatow & Priemer, übernommen und die Bauarbeiten konnten wie geplant abgeschlossen werden. Es folgte die Villa für den Kaufmann Carl Harteneck in der Douglasstraße Nr. 7, ebenfalls in Berlin-Grunewald. Neben dem Neubau gehörte auch die Innenausstattung und der Gestaltung der Gartenanlage zum Auftrag. Nach Beendigung der Bauarbeiten wurde Wollenberg zudem mit dem Bau einer Grabkapelle für die Familie Harteneck auf dem Südwestkirchhof Stahnsdorf betraut. Einen weiteren Villenbau entwarf Wollenberg für den Bankier Erich Goldschmidt in der Koenigsallee Nr. 64 in Berlin-Grunewald. Auch bei diesem Landhaus plante Wollenberg die Innenausstattung. Parallel arbeitete Wollenberg an mehreren Projekten für Geschäftshäuser. So errichtete er für die Gebrüder Wolffenberg einen Neubau des Kunstauktionshauses Rudolph Lepke in der Potsdamer Straße Nr. 122a/122b in Berlin-Tiergarten. Bei diesem Projekt arbeitete er mit seinem Kollegen Wilhelm Bröker zusammen, der die technische Leitung übernahm, während sich Wollenberg um die künstlerische Gestaltung kümmerte. Das um zwei große Innenhöfe gruppierte Gebäude sollte neben Verwaltung- und Ausstellungsräumen, einen großen Saal für die Auktionen beherbergen. Ebenfalls ein Gemeinschaftsprojekt mehrerer Architekten war der Neubau des Kaufmannshauses am Halleschen Ufer in Berlin-Kreuzberg. Bei diesem repräsentativen Geschäftshaus übernahm Wollenberg die Fassadengestaltung und lieferte Pläne für die Innenarchitektur. Nachdem er bereits das Wohnhaus für Leo Czapski errichtet hatte, erhielt Wollenberg von ihm und seinem Sohn Felix Czapski den Auftrag, für deren Einrichtungsfirma Flatow & Priemer ein neues Geschäftshaus zu bauen. Das auf dem Grundstück Viktoriastraße 29 in Berlin-Tiergarten errichtete Gebäude beherbergte mehrere große Säle, die für den Verkauf von Möbeln und anderen Einrichtungsgegenständen vorgesehen waren.
Am 21. Mai 1914 heiratete Wollenberg die Amerikanerin Bertha Marcuse. 1915 kam die Tochter Ellen, 1917 die Tochter Marion zur Welt. Ob Wollenberg aktiv am Ersten Weltkrieg teilnahm, ist nicht bekannt. 1919 starb seine Mutter, die zuletzt bei ihm gewohnt hatte. 1920 ließ er sich von seiner Frau scheiden.
Nach dem Krieg beschränkte sich Wollenberg – der wirtschaftlich schwierigen Lage entsprechend – zunächst auf Um-, An- und Ausbauten. Er erhielt mehrere Aufträge für innenarchitektonische Umgestaltungen und kümmerte sich um komplette Raumdekorationen. Hierzu wählte er Tapeten und Paneelen aus, beschaffte Möbel, Teppiche und Gemälde. Oftmals erwarb er für seine Auftraggeber Antiquitäten und reiste hierzu wiederholt nach Frankreich, wo er Kontakte zu verschiedenen Kunsthändlern unterhielt. Da er sich teilweise für längere Zeit in Paris aufhielt, bezog er in der Rue Francisque-Sarcey Nr. 5 im 16. Arrondissement einen Zweitwohnsitz, an dem er und seine Tochter Ellen auch polizeilich gemeldet waren. Eine Berufsausübung als Architekt in Frankreich ist hingegen nicht belegt.
Zu seinen ersten Projekten nach dem Krieg in Berlin gehörte 1919/1920 der Umbau der Villa von der Heydt in Berlin-Tiergarten. Die ehemalige Villa der Bankiersfamilie Von der Heydt hatte zuvor der Allgemeine Deutsche Sportverein e. V. übernommen, der jedoch keine sportlichen Interessen vertrat, sondern hinter dem sich ein exklusiver Club für Glücksspiele verschiedener Art verbarg. Neben großen Eingriffen in die Aufteilung der Räume fügte Wollenberg der Villa einen Anbau und eine Terrasse hinzu. Möglicherweise lernte Wollenberg in den Clubräumen den Rechtsanwalt Max Alsberg kennen, dessen Villa in Berlin-Grunewald er ebenfalls umbaute. Zusammen mit Alsberg reiste Wollenberg nach Paris, um Möbel der Renaissance und des Louis-seize zu erwerben. Weitere Umbauten erfolgten für den Bankier Paul Kremper in Berlin-Westend und für das Landhaus der Familie Glogowski bei Stargard, eines der wenigen Bauprojekte Wollenbergs außerhalb von Berlin.
Aufträge für erste Neubauten erhielt Wollenberg erst nach dem Ende der Inflation 1923. Oskar Weil, Inhaber des Bankhauses Kahn, Weil & Cie., beauftragte Wollenberg mit der Errichtung eines Landhauses An der Heerstraße Nr. 20 (heute Heerstraße Nr. 90) in Berlin-Westend. Noch vor Fertigstellung des Gebäudes übernahm Margarete Huck, Frau des Arztes Dr. Schramm, das Gebäude. Das Haus liegt in einem vom Gartenarchitekten Otto Valentin angelegten großen Garten auf einer kleinen Anhöhe. Bei der Fassade verzichtete Wollenberg auf historisierende Elemente und wählte als Baumaterial roten Backstein und für den Sockel, die Eckquaderung und das Gurtgesims Travertin. An der Gartenseite ist eine Säulenloggia vorgelagert. Noch vor Fertigstellung der Baumaßnahmen am Landhaus Weil/Schramm begann Wollenberg mit der Arbeit am Landhaus für Richard Semmel. Der Bauherr war ein Berliner Textilfabrikant, der das parkartige Grundstück in der Cecilienallee Nr. 19–21 (heute Pacelliallee Nr. 19–21) in Berlin-Dahlem für seinen Landsitz vorgesehen hatte. Wollenberg entwarf ein herrschaftliches Haupthaus mit hell verputzter Fassade und Eckquaderung in Sandstein, dem zur Straßenseite hin ein Säulenvorbau mit Balkon vorgelagert war. Zudem gehörte zum Anwesen ein Gärtnerwohnhaus mit Doppelgarage und Privattankstelle und ein festes Gewächshaus. Im rückseitigen Park befand sich hinter der Terrasse eine Grünfläche mit Wasserbassin und Tennisplätzen. Zu Wollenbergs letzten Projekten in Berlin gehörte 1926/1927 der Umbau des Textilkaufhauses Gustav Cords am Kurfürstendamm Nr. 225/226 in Berlin-Charlottenburg. Zum Projektumfang gehörten das Erdgeschoss und der erste Obergeschoss des Hauses, während die oberen Etagen vom Umbau unberührt blieben. Insbesondere bei der Fassade ergab sich ein deutlich sichtbarer Bruch bei der Gestaltung. Während die oberen Geschosse im Stil des Historismus der 1890er Jahre verblieben, orientierte sich Wollenberg bei dem sich über zwei Etagen erstrecke Ladenlokal an der Warenhausarchitektur von Erich Mendelsohn. Horizontale Fensterbänder dominierten die Fassade, deren glatte Wandflächen ohne Ornamentik mit italienischem Travertin verkleidet wurden. Im Inneren verband eine elegant geschwungene Wendeltreppe aus feuervergoldetem Schmiedeeisen das Erdgeschoss mit der ersten Etage. Um die großzügige Treppe herum gab es vom Boden bis zur Raumdecke 16 im Halbkreis aufgestellte Vitrinen aus Glas und Bronze. Neben den üblichen Warentheken und Regalen gab es in der oberen Etage eine Bühne, auf der die Mannequins Modelkleider vorführen konnten.
Nach 1927 ist keine Bautätigkeit Wollenbergs in Berlin zu belegen. Spätestens mit Beginn der Weltwirtschaftskrise 1929 gab es allgemein eine Stagnation im Baugewerbe und auch für Wollenberg dürfte es kaum Aufträge mehr gegeben haben. Er erkannte früh die bevorstehenden politischen Veränderungen in Deutschland, und noch bevor die NSDAP stärkste Kraft bei Reichstagswahlen wurde, ließ er sein Mobiliar und Teile seiner Kunstsammlung 1932 in Berlin versteigern. Das Vorwort zum Auktionskatalog schrieb der Kunsthistoriker Max J. Friedländer. Nachdem erste Gesetze gegen Juden erlassen wurden, darunter das Reichskulturkammergesetz, das für Wollenberg quasi eine Berufsverbot bedeutete, verkaufte er am 25. Oktober 1933 sein Haus an der Berliner Sigismundstraße und ging ins Exil nach Frankreich.

### Exil in Paris und London
Wollenberg blieb zunächst mit einer befristeten Aufenthaltsgenehmigung für ein Jahr in Paris. Auch in Frankreich gab es bedingt durch die Weltwirtschaftskrise keine Aufträge für ihn als Architekt. 1934 begann sein langwieriger Versuch, eine Aufenthaltsgenehmigung für das Vereinigte Königreich zu bekommen. Zunächst reiste er nur als Tourist ein und pendelte bald zwischen Paris und London, wo er mit seiner Tochter Ellen eine Wohnung im Haus Hallam Street Nr. 105 bezog. Ein dauerhaftes Bleiberecht konnte er jedoch vor dem Zweiten Weltkrieg nicht erhalten.
Trotz geringer englischer Sprachkenntnisse versuchte er die britischen Behörden davon zu überzeugen, dass er wirtschaftlich unabhängig sei und somit keine Belastung für das Sozialsystem darstelle. Darüber hinaus versuchte er sich als Geschäftsmann in London niederzulassen. Zusammen mit Frederick Hauser, einem tschechischen Chemiker, plante Wollenberg im Vereinigten Königreich Mietshäuser aus Fertigteilen zu bauen. Diese sollten nicht nur preiswerter als konventionelle Bauten sein, sondern über besser schallisolierte Wände und Decken verfügen. Hauser hatte für dieses Verfahren bereits ein Patent angemeldet und Wollenberg wollte die Fertigung und Aufstellung der Bauelemente überwachen sowie britische Architekten vor Ort einweisen. Dieses Projekt stand im völligen Gegensatz zu den von Wollenberg bisher geplanten exklusiven Bauten. Ein zunächst im Auftrag der Gebrüder Peczenik vorgesehenes Projekt in Wimbledon kam nicht zur Ausführung. Hierzu hatte er zusammen mit Hauser in Camden Town das Unternehmen The British Fram Construction Co. Ltd. als Produktionsstätte für die Fertigteile gegründet. Das Unternehmen wurde 1935 nach Whitechurch bei Cardiff in Wales verlagert. Später konnte nach diesem Verfahren ein Wohnhaus in der Hallam Street Nr. 77 ausgeführt werden, wobei der Umfang von Wollenbergs Mitarbeit unklar ist.
Ein weiteres Bauprojekt in London war der Neubau des Wohnhauses Avenue Road Nr. 30 in St. John’s Wood in der City of Westminster. Dieses Gebäude erinnert an Wollenbergs Entwürfe für Landhäuser in Berlin, obschon er bei der Fassadengestaltung an die englische Bautradition anknüpfte. Die in Klinkerbauweise mit hell eingefassten hochrechteckigen Fenstern gestaltete Fassade verfügt über einen Säulenvorbau und ein hohes Mansardengiebeldach mit rundbogig angelegten Fenstererkern. Auch bei diesem Bau ist nicht gesichert, ob der Entwurf von Wollenberg allein stammte oder er es zusammen mit einem Partner entwarf.
1938 bezog Wollenberg eine Wohnung im in der Hertford Street Nr. 23. Im selben Jahr heiratete seine Tochter Marion den Briten Wilfried Meynell. Wollenberg hatte am 17. Juli 1939 die britische Staatsbürgerschaft beantragt, die aber bedingt durch den wenige Wochen später beginnenden Zweiten Weltkrieg nicht erteilt wurde. Durch die Fürsprache von Freunden konnte Wollenberg einer Internierung als feindlicher Ausländer entgehen, wie sie bei anderen im Vereinigten Königreich lebenden Deutschen üblich war. Seine wirtschaftliche Situation verschlechterte sich im Krieg erheblich, da seine finanzielle Reserven aufgebraucht waren und er keinen Zugriff auf seine Gemälde hatte, die er bei verschiedenen Kunsthändlern in Europa in Kommission gegeben hatte. Wollenberg war nun auf die Unterstützung durch Freunde angewiesen und bezog Ende 1943 ein Einzimmerappartement in der South Audley Street Nr. 77. 1946 wanderte seine Tochter Ellen nach San Francisco aus. Wollenberg erhielt 1947 die britische Staatsbürgerschaft und wurde 1948 Mitglied im Royal Institute of British Architects. Dies bedeutete für Wollenberg zwar die lang ersehnte Anerkennung als Architekt im Vereinigten Königreich, blieb aber ohne weitere Auswirkungen, da er keine Bauprojekte mehr plante. Er starb 1950 bei einem Besuch in Amsterdam.

## Entwürfe und Bauten

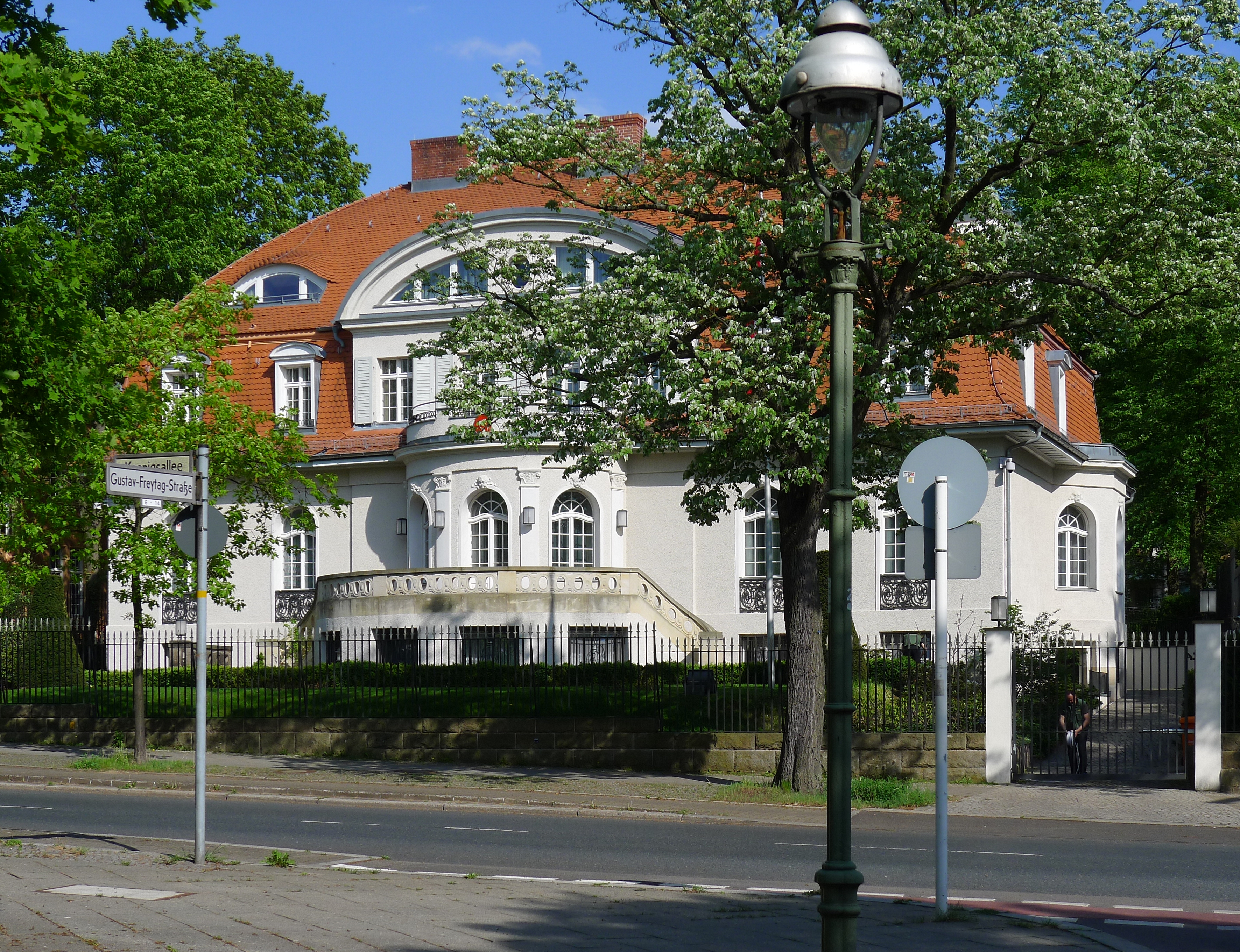
Landhaus Erich Goldschmidt

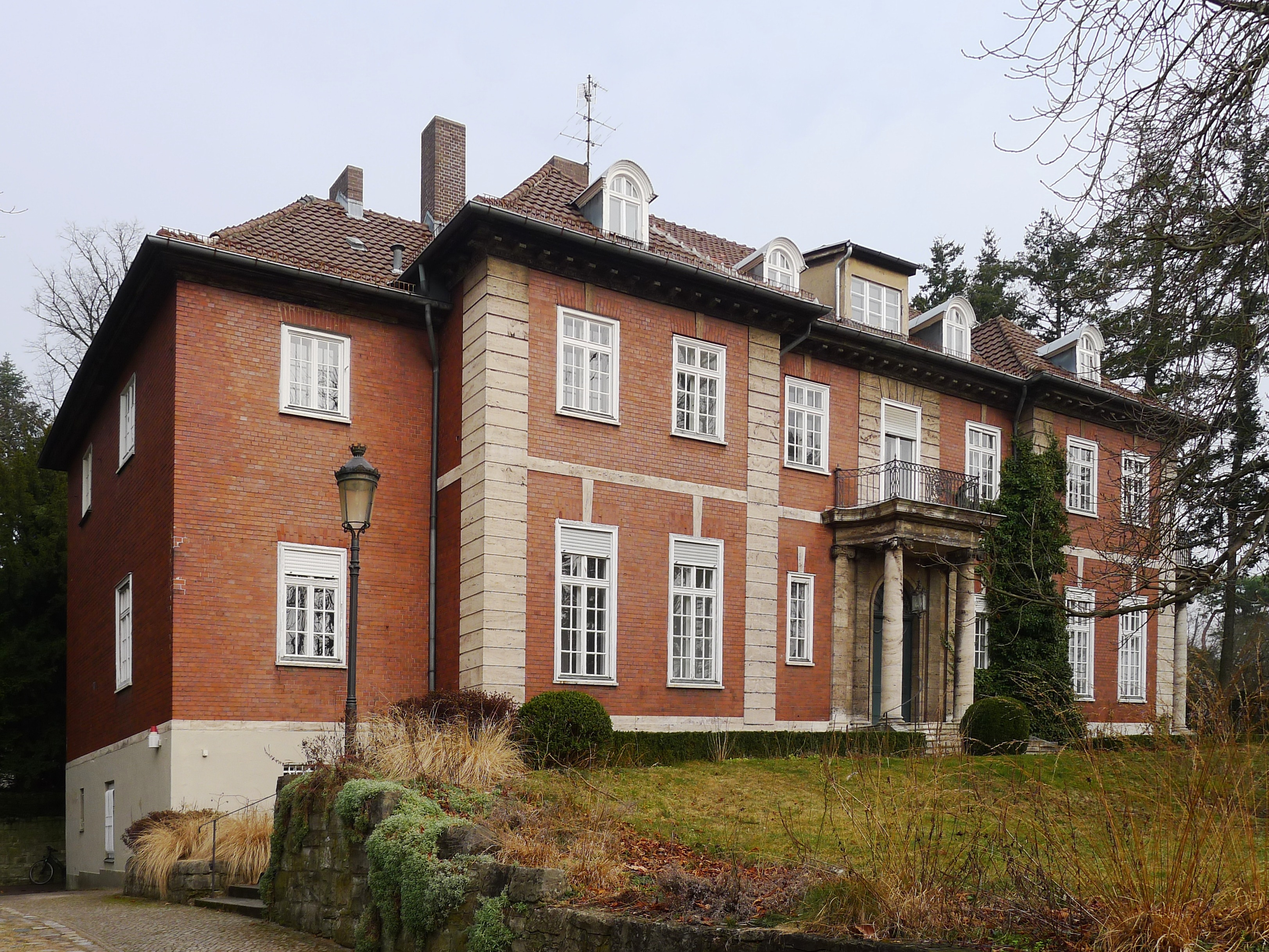
Landhaus Oskar Weil/Dr. Schramm

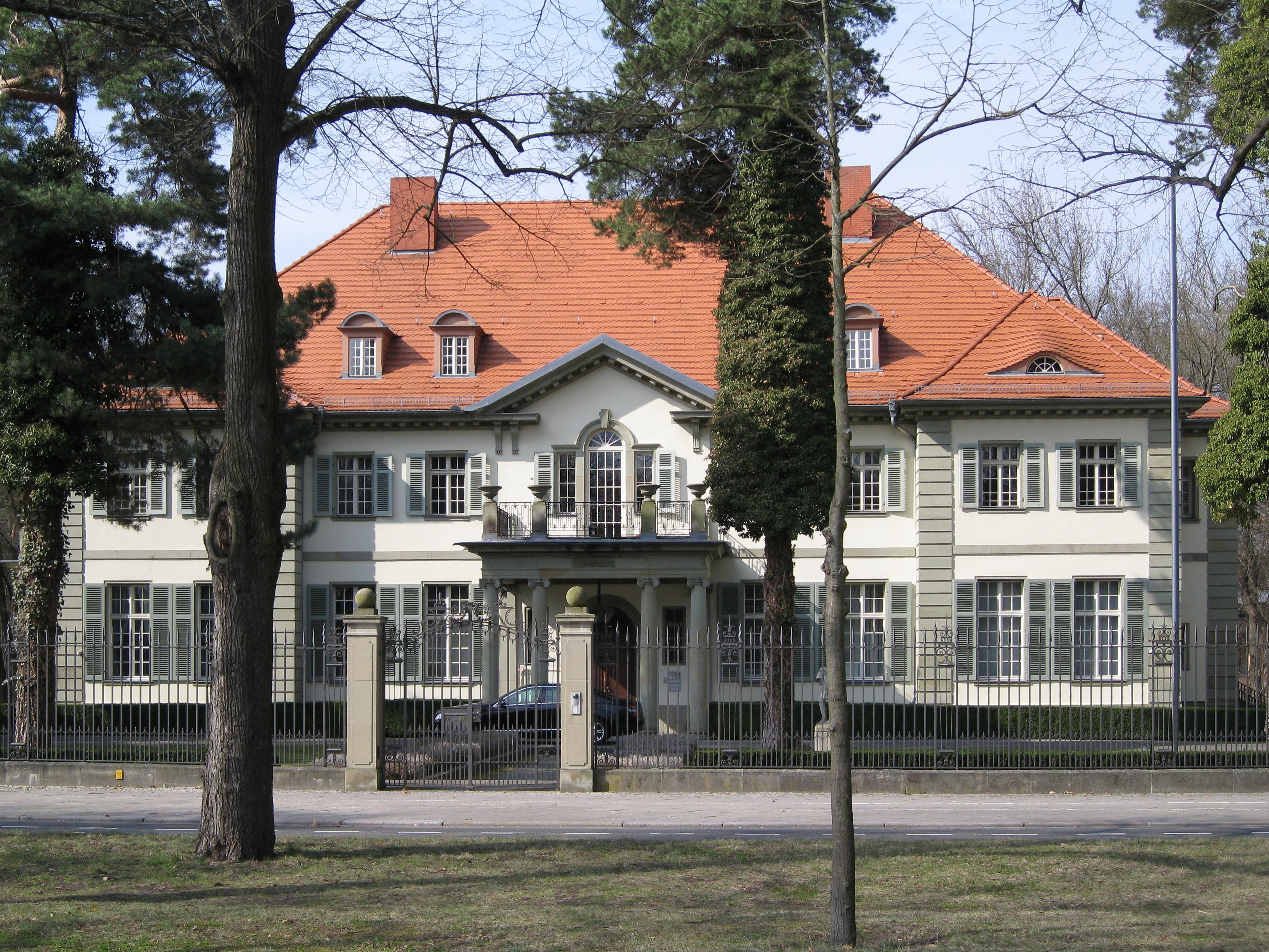
Landhaus Richard Semmel

- 1898: Mausoleum (Entwurf, nicht realisiert)
- 1898/1899: Villa (Entwurf, nicht realisiert)
- 1902: Volksbibliothek (Entwurf, nicht realisiert)
- 1903: Stadthaus in Bremen (Wettbewerbsentwurf, nicht realisiert)
- 1905: Synagoge in Dessau (Wettbewerbsentwurf, nicht realisiert)
- 1908/1909: Wohn- und Geschäftshaus Wilhelm Schneider, Behrenstraße 7, Berlin-Mitte (Neubau, zerstört)
- 1908/1909: Landhaus Professor Hugo Kaufmann, Rüsternallee 33, Berlin-Westend (Neubau)
- 1909: Wohn- und Bürohaus Martin Altgelt, Berliner Straße (heute Otto-Suhr-Allee), Charlottenburg (Entwurf, nach starker Überarbeitung von Altgelt errichtet)
- 1909–1911: Kurhaus Dr. Julius Weiler, Ulmenallee 35, Berlin-Westend (Erweiterungsbau)[3]
- 1909/1910: Wohn- und Bürohaus Adolf Wollenberg, Sigismundstraße 1, Berlin-Tiergarten (Neubau, zerstört)
- 1910/1911: Villa Nathan Samuel/Leo Czapski, Bismarckallee 22/Delbrückstraße 9, Berlin-Grunewald (Neubau und Innenausstattung)[4]
- 1910/1911: Kunstauktionshaus Rudolph Lepke, Potsdamer Straße 122a/122b (seit 1938: Potsdamer Straße 47), Berlin-Tiergarten (Neubau, zerstört)
- 1911/1912: Villa Harteneck, Douglasstraße 7, Berlin-Grunewald (Neubau mit Innenausstattung und Gestaltung der Gartenanlage)[5]
- 1910/1911: Kaufmannshaus am Halleschen Ufer, Hallesches Ufer 12/13 (später: Nr. 30), Berlin-Kreuzberg (Innenarchitektur und Fassadengestaltung, zerstört)
- 1912: Grabmal Harteneck, Südwestkirchhof Stahnsdorf (Bau und Ausgestaltung)
- 1912/1913: Landhaus Erich Goldschmidt, Koenigsallee 64, Berlin-Grunewald (Neubau mit Innenausstattung)[6]
- 1912/1913: Atelierhaus Flatow & Priemer, Viktoriastraße 29, Berlin-Tiergarten (Neubau, zerstört)
- 1913: Wohnhaus Arthur Lipman-Wolf, Regentenstraße 23 (heute: Hitzigallee), Berlin-Tiergarten (Entwurf eines Anbaus, Realisierung unklar)
- 1914–1916: Wohnhaus und Weinrestaurant Willy, Kurfürstendamm 11, Charlottenburg (Umbau der Innenräume, Neugestaltung der Fassade)
- 1919/1920: Villa von der Heydt, Von der Heydt-Straße 15 (heute: Nr. 18), Berlin-Tiergarten (Umbau der Innenräume, Anbau mit Terrasse)
- 1923–1925: Landhaus Oskar Weil/Dr. Schramm, An der Heerstraße 20 (heute: Heerstraße 90), Berlin-Westend (Neubau)[7]
- 1924: Landhaus Paul Kemper (Entwurf, nicht realisiert)
- 1925/1926: Landhaus Richard Semmel, Cecilienallee 19–21 (heute: Pacelliallee 19–21), Berlin-Dahlem (Neubau)[8]
- nach 1925: Landhaus Max Alsberg, Jagowstraße 22 (heute: Richard-Strauss-Straße 22), Berlin-Grunewald (Umbau und Ausstattung der Innenräume)[9]
- 1926/1927: Textilhaus Gustav Cords, Kurfürstendamm 225/226, Berlin-Charlottenburg (Umbau der Innenräume und Neugestaltung der Fassade des Erdgeschosses und der 1. Etage)
- unbekannt: Landhaus Glogowski, bei Stargard, Pommern (Ausstattung der Innenräume)
- nach 1936: Landhaus Avenue Road 30, St. John’s Wood, London (Neubau)
- nach 1936: Wohnhaus Hallam Street 77, Westminster, London (Neubau, Beteiligung an der Errichtung unklar)

## Kunstsammlung
Der genaue Umfang der Kunstsammlung von Adolf Wollenberg ist nicht bekannt. Zwar gibt der Berliner Auktionskatalog aus dem Jahr 1932 Auskunft über einen Teil seiner Sammlung, aber weitere, möglicherweise bedeutende Werke verkaufte Wollenberg später an Kunsthändler in Amsterdam, in Paris und in der Schweiz. Die Auktion des Jahres 1932, zu der der Kunsthistoriker Max J. Friedländer das Vorwort schrieb, beinhaltete Antiquitäten, Kunsthandwerk und Gemälde. So gab es altes Chinesisches Porzellan und Meißner Porzellan, Silberarbeiten aus dem Barock, Kronleuchter aus Kristall und alte Uhren. Hinzu kamen französische, italienische und spanische Möbel aus dem 15. bis 17. Jahrhundert, ein französischer Wandteppich, Bronze-Statuetten aus Italien, eine römische Marmorbüste aus dem 1. Jahrhundert, ein südchinesischer Buddhakopf aus dem 12. Jahrhundert oder eine Eichenholzfigur des Heiligen Gereon aus dem 15. Jahrhundert.
Zu den bei der Versteigerung angebotenen italienischen Gemälden gehörte ein Engelskopf von Francesco Botticini, die Stadtansichten Alte Kirche in Venedig von Giovanni Antonio Canal, Der Markusplatz in Venedig von Jacopo Marieschi sowie eine Studie zu einem Fries für eine Kirche in Venedig von Giovanni Battista Tiepolo. Letztere befindet sich seit 1971 in der Sammlung des Statens Museum for Kunst in Kopenhagen. Den Schwerpunkt der Auktion bildeten niederländische Altmeistergemälde. Hierzu gehörten religiöse Motive wie Maria mit dem Kinde von Adriaen Isenbrant sowie eine Reihe von Porträts wie Bildnis eines jugendlichen Herrn von Cornelis Janssens van Ceulen, Männliches Bildnis von Frans van Mieris dem Älteren, Bildnis eines vornehmen Herrn mit Allongeperücke von Pieter van der Werff und Bildnis eines Herrn und Bildnis einer Dame von Nicolaes Maes. Darüber hinaus gab es mehrere Genreszenen wie Auf dem Fischmarkt von Quiringh van Brekelenkam, Häusliche Szene von Jan Miense Molenaer, Trinkerszene von Adriaen van Ostade, Im Wirtshaus von Hendrik Martensz. Sorgh und Die Puffspieler von David Teniers dem Jüngeren Zudem gab es einige Landschaftsbilder in der Sammlung. Hierzu gehörten Schloß am Kanal von Jan van Goyen, eine Landschaft von Jacob van Ruysdael, eine Kleine Landschaft von David Teniers dem Jüngeren und Delft nach der Pulverexplosion am 11. Oktober 1654 von Egbert van der Poel.

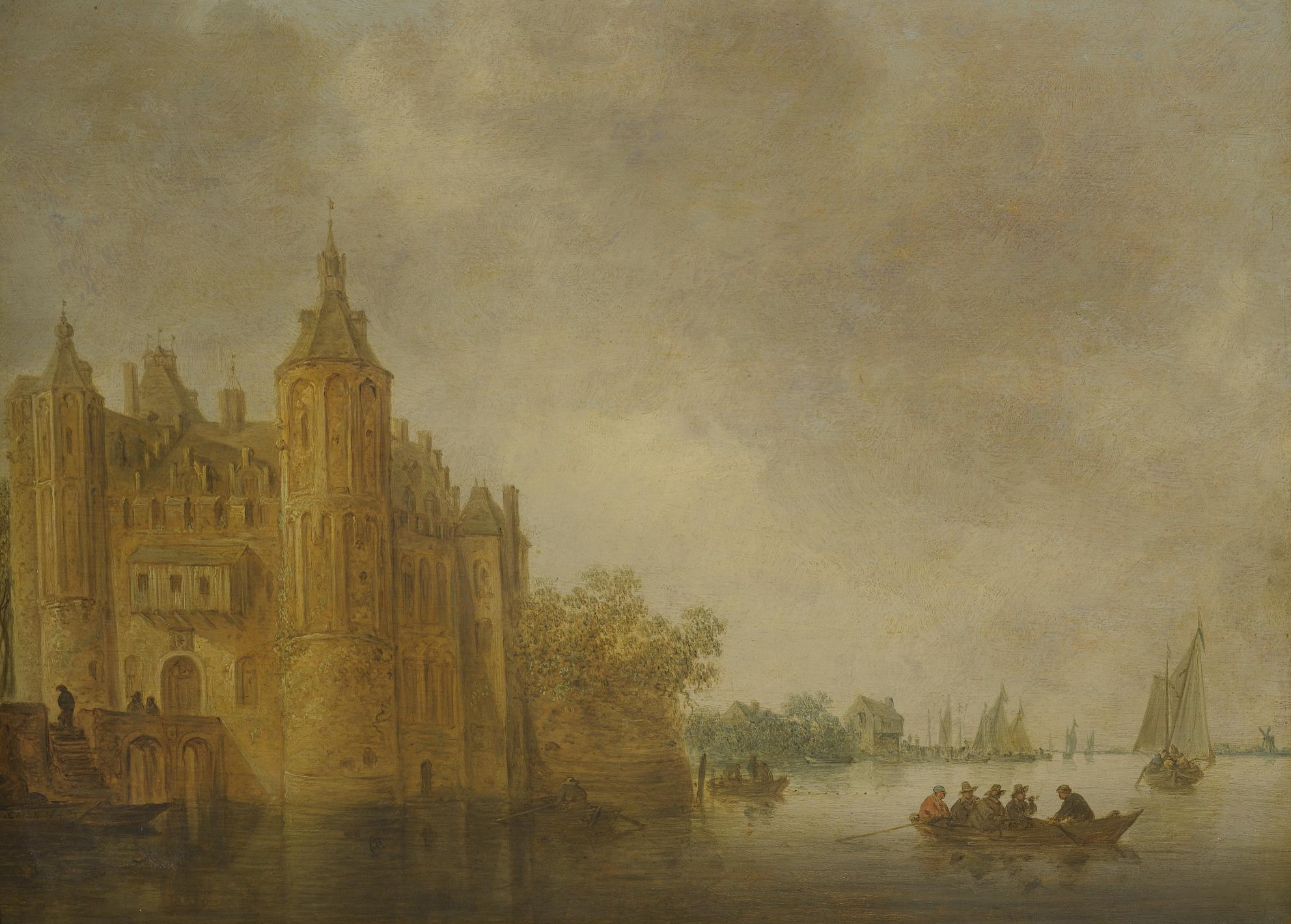
Jan van Goyen: Schloß am Kanal, 1642
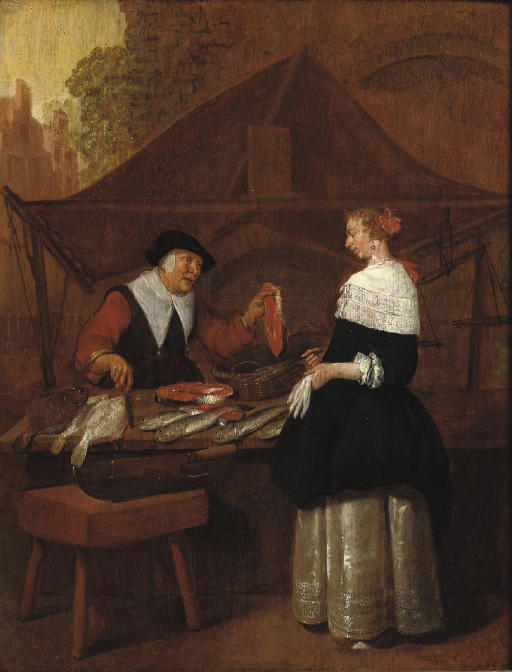
Quiringh Gerritsz. van Brekelenkam: Fischhändlerin und Kundin, um 1665
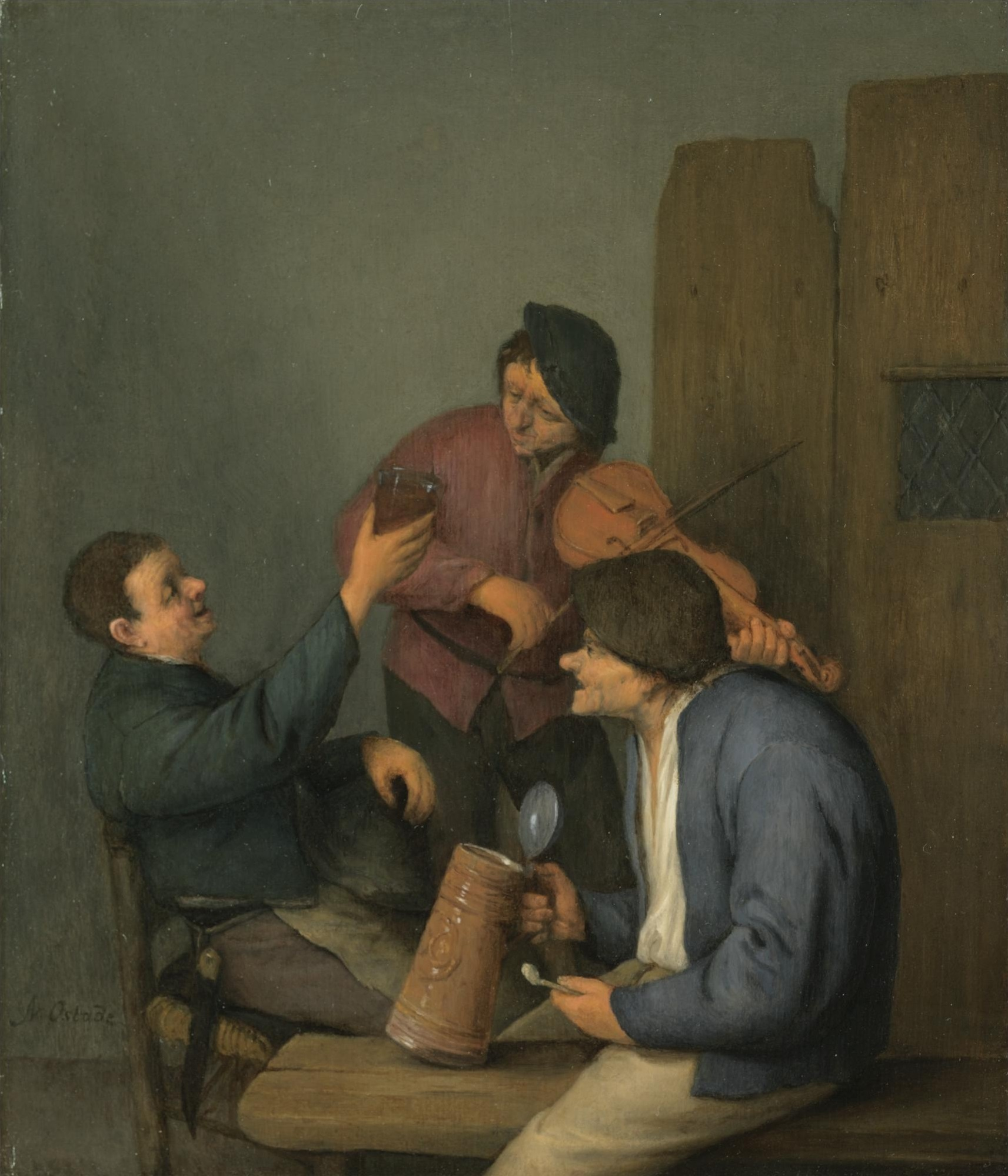
Adriaen van Ostade: Trinkerszene, um 1650–1655